# Chairo (jerga política)
Chairo (fem. «la chairo») es un término utilizado en política mexicana de uso despectivo hacia las personas que simpatizan o están a favor de los ideales de izquierda. Pero de acuerdo a su etimología, (ver Etimología), chairo(a), vendría a ser croma sables, por lo que su significado vendría a ser el mismo que bolero, barbero, lame botas, arrastrado. Alguien lambiscón ante poderosos, por lo que puede haber chairos de derecha o de izquierda.

## Etimología
Según la Real Academia Española (RAE), la palabra «chairo» proviene del sustantivo femenino castellano «chaira», que se documenta desde el siglo XVIII.
El término proviene del gallego chaira, cuyos significados son los mismos que en español:
- ‘cuchilla que usan los zapateros para cortar la suela’ y
- ‘cilindro de acero que usan los carniceros y otros oficiales para afilar sus cuchillas’.

En 2015, la bloguera mexicana Tamara de Anda (n. 1983) relató en su blog en el periódico El Universal (México) cómo ella y sus amigos primero intentaron popularizar el término en la escuela secundaria (hacia el 2001) para describir a los estudiantes "neojipis" que acampaban en la mejor parte del jardín de la escuela.
Describe a estos estudiantes como seguros de sí mismos, que usaban ropa a la moda e iban a fiestas donde tomaban ácido y MDMA. 
De Anda y sus amigos se burlaban de estos estudiantes por considerarlos elitistas y porque estos fingían ser de izquierda pero provenían de colonias privadas del sur de la Ciudad de México e iban a las protestas con sus mejores galas (algo que De Anda consideraba incoherente).
En este punto, el chairo era visto como «genial» por las cosas que su riqueza le proporcionaba.
De Anda afirma que fue ella quien le dio un nuevo impulso a la palabra alrededor de 2004 cuando comenzó a usarla en su blog, Plaqueta, y para describir en broma a sus amigos de izquierda.

## Estereotipo
El término ha sido popularizado aún más por las redes sociales y ahora abarca una gran variedad de atributos. Visto más comúnmente como un estudiante universitario o los llamados porros, también se ha extendido a periodistas, académicos, escritores y artistas.
Los rasgos comunes atribuidos al chairo incluyen: una ideología izquierdista, algún tipo de visión nacionalista y crítica frente a la herencia colonialista española y el reconocimiento de la herencia originaria mitigada por la anterior, estar indignado y luchando contra lo que ellos denominan "el sistema" y la globalización. Pueden estar en contra de lo que creen que es el sionismo y el imperialismo. Un chairo a veces es visto como un radical que simpatiza con el socialismo que está en la línea del chavismo.
Otros estereotipos incluyen vestir camisetas con la famosa imagen del Che Guevara y fumar marihuana o ingerir peyote. Así como adherirse a la filosofía de Noam Chomsky y leer las obras de Eduardo Galeano.
Según el Diccionario del español de México, elaborado por el Colegio de México, un chairo es Persona que defiende causas sociales y políticas en contra de las ideologías de la derecha, pero a la que se atribuye falta de compromiso verdadero con lo que dice defender; persona que se autosatisface con sus actitudes.
Una foto del escritor Daniel Malpica, (editor de la Revista Radiador) se convirtió en una macro imagen popular del chairo promedio.